# Rohan Timmermans
Rohan Timmermans (Amsterdam, 2003) is een Nederlands acteur. Hij is bekend geworden met zijn rollen in Het leven volgens Nino en Vrolijke kerst.